# Levantamiento contra Nicolás Maduro
El levantamiento contra Nicolás Maduro, también llamado «Operación Libertad», fue una insurrección cívico-militar que se dio el 30 de abril de 2019 con la intención de derrocar al gobierno venezolano de Nicolás Maduro, en medio de una crisis presidencial en el país sudamericano. Se desarrollaron focos en las grandes ciudades de Venezuela: Caracas, Maracaibo, Valencia, Barquisimeto, Ciudad Guayana, San Cristóbal, Mérida, Maracay, Coro, Punto Fijo, Barcelona-Puerto La Cruz y La Guaira.
El levantamiento fue dirigido por Juan Guaidó, presidente de la Asamblea Nacional de Venezuela en compañía de efectivos militares y policiales principalmente del SEBIN, PNB, GNB y Aviación, el cual inició con la liberación de Leopoldo López, líder del mayor partido opositor, Voluntad Popular. El 30 de abril una vez menguada la insurrección, varios rebeldes se refugiaron en embajadas extranjeras, sin embargo generó diversos movimientos civiles y militares en el interior del país, principalmente en los ejes Andino, Central y Zulia, como las tomas de la Autopista Regional del Centro, la Carretera Panamericana en los estados Mérida y Táchira, protestas en la Costa Oriental del Lago, Sur del Lago y Maracaibo en el estado Zulia.

## Antecedentes

### Fallida ayuda exterior
El 23 de febrero de 2019 se intentó ingresar la ayuda humanitaria al país por medio de las fronteras terrestres y marítimas por orden de Juan Guaidó. La intentona terminó en enfrentamientos con 286 heridos y al menos 14 muertos, gran parte de la ayuda humanitaria no logró ingresar. Según El Nacional el bloqueo humanitario «dejó muy mal parado» al gobierno de Nicolás Maduro.

### Protestas de los cuatro primeros meses del año
Tanto a nivel nacional como a nivel internacional se desarrollaron protestas en contra del gobierno de Nicolás Maduro, según las Naciones Unidas y el Observatorio Venezolano de Conflictividad Social el gobierno chavista realizó 850 detenciones y se prosiguieron 51 muertes sin bando identificados.

## Desarrollo

### Liberación de Leopoldo López
Leopoldo López, mentor de Juan Guaidó, que estuvo bajo arresto domiciliario desde 2014; apareció con el parcialmente reconocido presidente interino el 30 de abril de 2019, y Associated Press informó que «las fuerzas de seguridad lo habían liberado de arresto domiciliario porque se habían adherido al bando de Guaidó».

### Levantamiento del 30 de abril

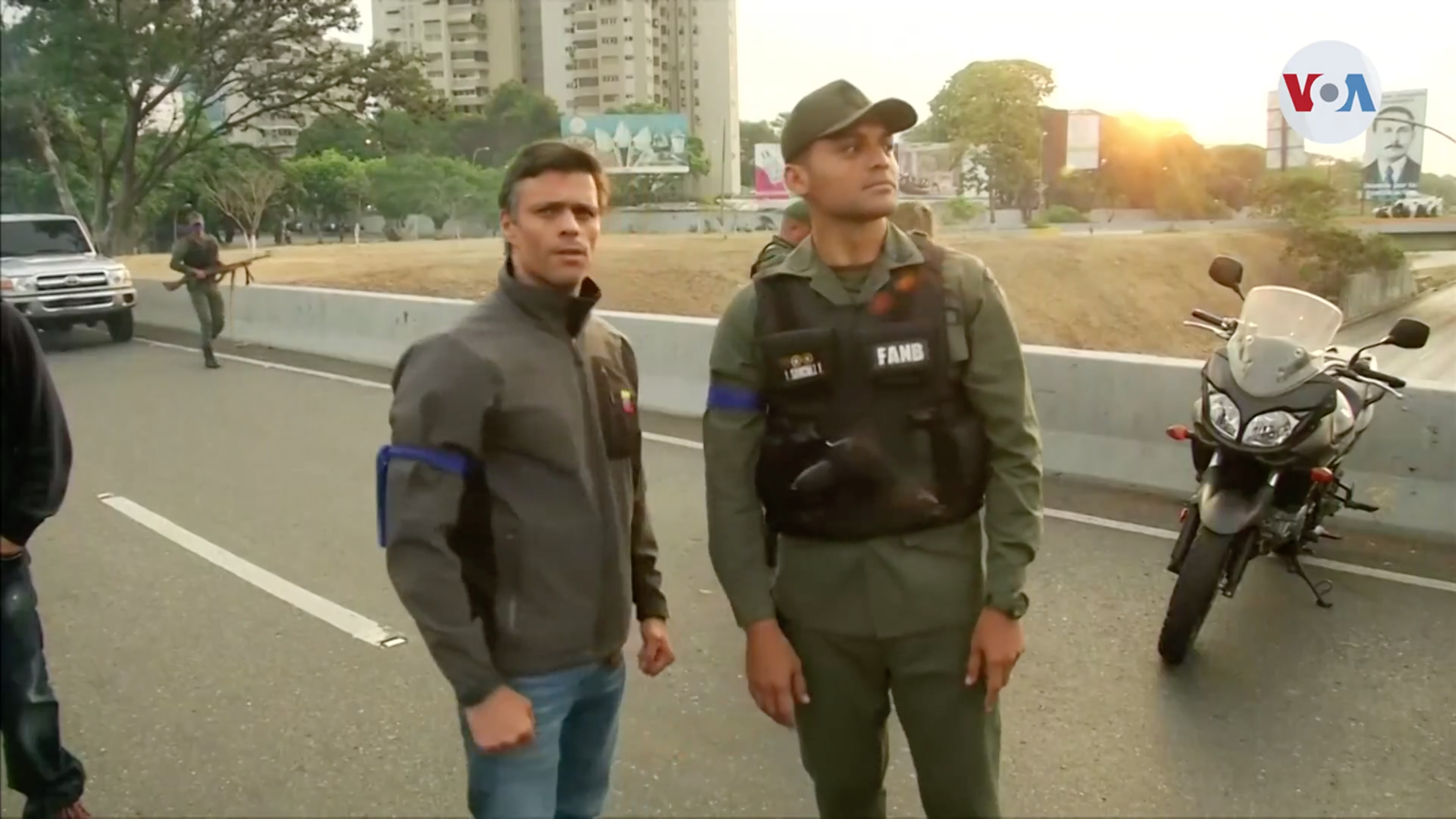
Leopoldo López junto a un militar del ejército rebelde leal a Juan Guaidó.

La noche del 29 de abril de 2019 seis comandantes  de la  Guardia Nacional hicieron un juramento o compromiso de libertar a Venezuela entre ellos el Teniente Coronel (GNB) Ilich Alberto Sánchez Farías. Teniente Coronel Ramón Ignacio Zambrano Rivas, Teniente Coronel Rafael Pablo Soto Manzanares, Teniente Coronel Nelson Horacio Morantes González, Teniente Coronel Arturo José Gomes Morantes y Teniente Coronel José Ramón Piñero Rivero a iniciativa del general  Manuel Ricardo Cristopher Figuera y de una sentencia de Maikel Moreno desconociendo a la Asamblea Constituyente y reconociendo a la Asamblea Nacional que no se dio, empujados por una política de terror en Venezuela que la mantiene en zozobra y en sosiego a los militares, 
El 30 de abril a las 3:00 a. m. teniendo presente más de 600 comandos se inicia un quiebre al no presentarse el general Cristopher Figuera, retirándose del lugar unos 300 componentes del SEBIN, poco después de las 5:00 a. m. (hora de Venezuela), grandes vehículos acompañados por miembros de las Fuerzas Armadas de Venezuela bloquearon partes de la autopista Francisco Fajardo. Aproximadamente a las 5:50 a. m. (hora de Venezuela), Juan Guaidó transmitió en vivo un vídeo junto a Leopoldo López, resguardados por militares en el Distribuidor Altamira, cerca de la Base de la Fuerza Aérea La Carlota en Caracas. Guaidó tituló la iniciativa como Operación Libertad, y declaró:

Pueblo de Venezuela, es necesario que salgamos juntos a la calle, para apoyar a las fuerzas democráticas y recuperar nuestra libertad. Organizados y juntos, movilizar a las principales unidades militares. Pueblo de Caracas, todos a La Carlota.

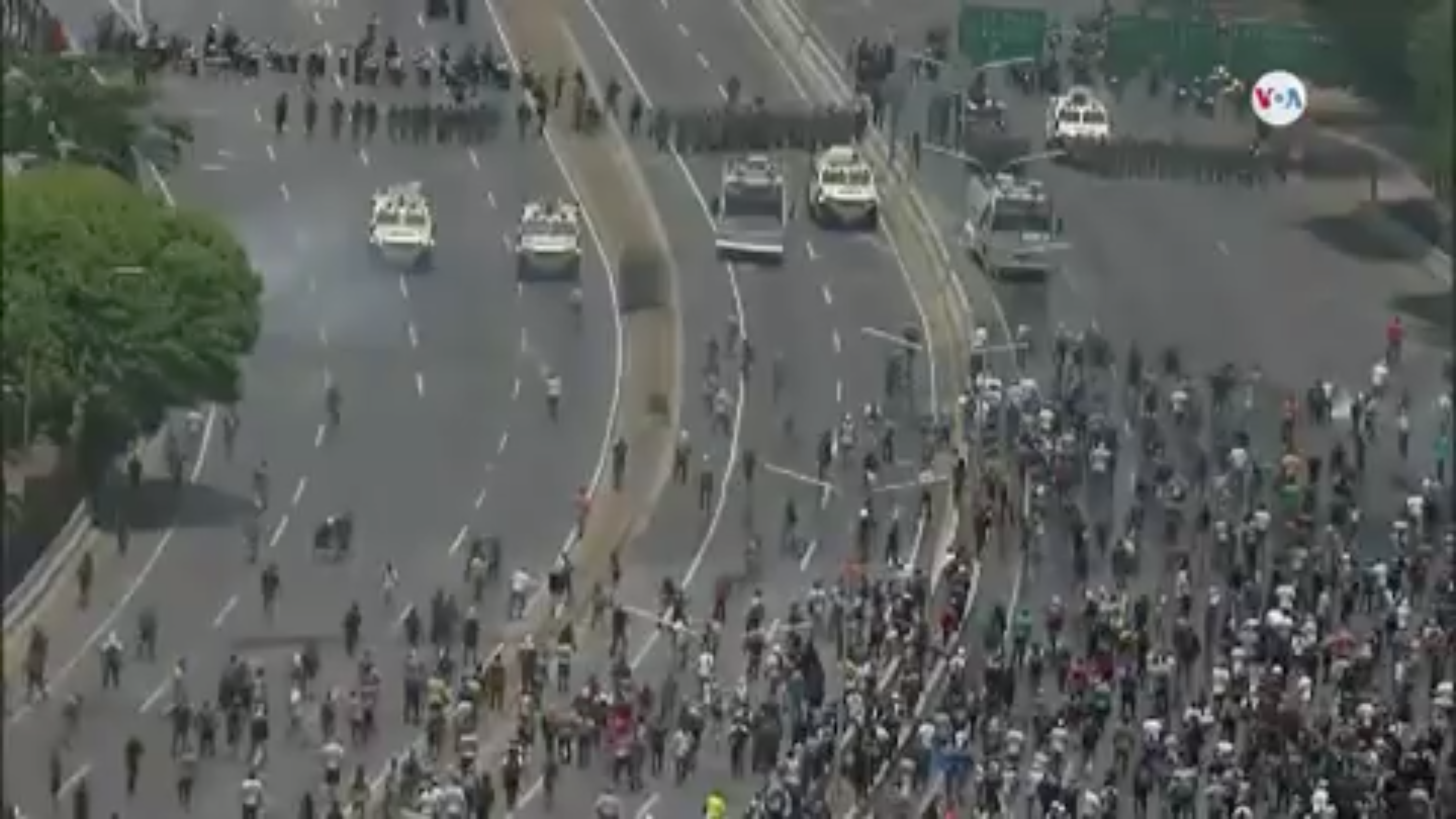
Protestas civiles en favor del levantamiento contra el gobierno de Nicolás Maduro.

A las 6:30 a. m. (hora de Venezuela), el ministro de Información Jorge Rodríguez Gómez, emitió una declaración de que el gobierno de Nicolás Maduro estaba «desactivando el golpe de Estado». Al mismo tiempo, el acceso al Palacio de Miraflores fue bloqueado y las fuerzas gubernamentales tomaron posiciones en los alrededores. Las fuerzas militares leales a Juan Guaidó vistieron sus uniformes con un paño azul. El gas lacrimógeno, disparado por tropas leales a Maduro dentro de la Base de la Fuerza Aérea La Carlota, dispersó algunas fuerzas opositoras cerca de la instalación. El Vicepresidente del Partido Socialista Unido de Venezuela Diosdado Cabello, llamó a los colectivos a reunirse en el palacio presidencial para defender a Maduro.
Cerca de las 8:00 a. m., Guaidó abandonó el área cerca de La Carlota y se dirigió junto a una marcha hacia el oeste de Caracas. Valentín Santana, líder del colectivo La Piedrita, declaró a las 8:30 a. m. que «era hora de defender la revolución bolivariana con armas», pidiendo el apoyo de Nicolás Maduro. A las 8:44 a. m., se produjeron fuertes disparos y enfrentamientos cerca de La Carlota. Los vídeos también mostraron vehículos blindados que dividen a multitudes de manifestantes. A las 11:00 a. m., el fiscal general Tarek William Saab habló en la televisión estatal diciendo que Guaidó y sus partidarios enfrentarían «consecuencias».

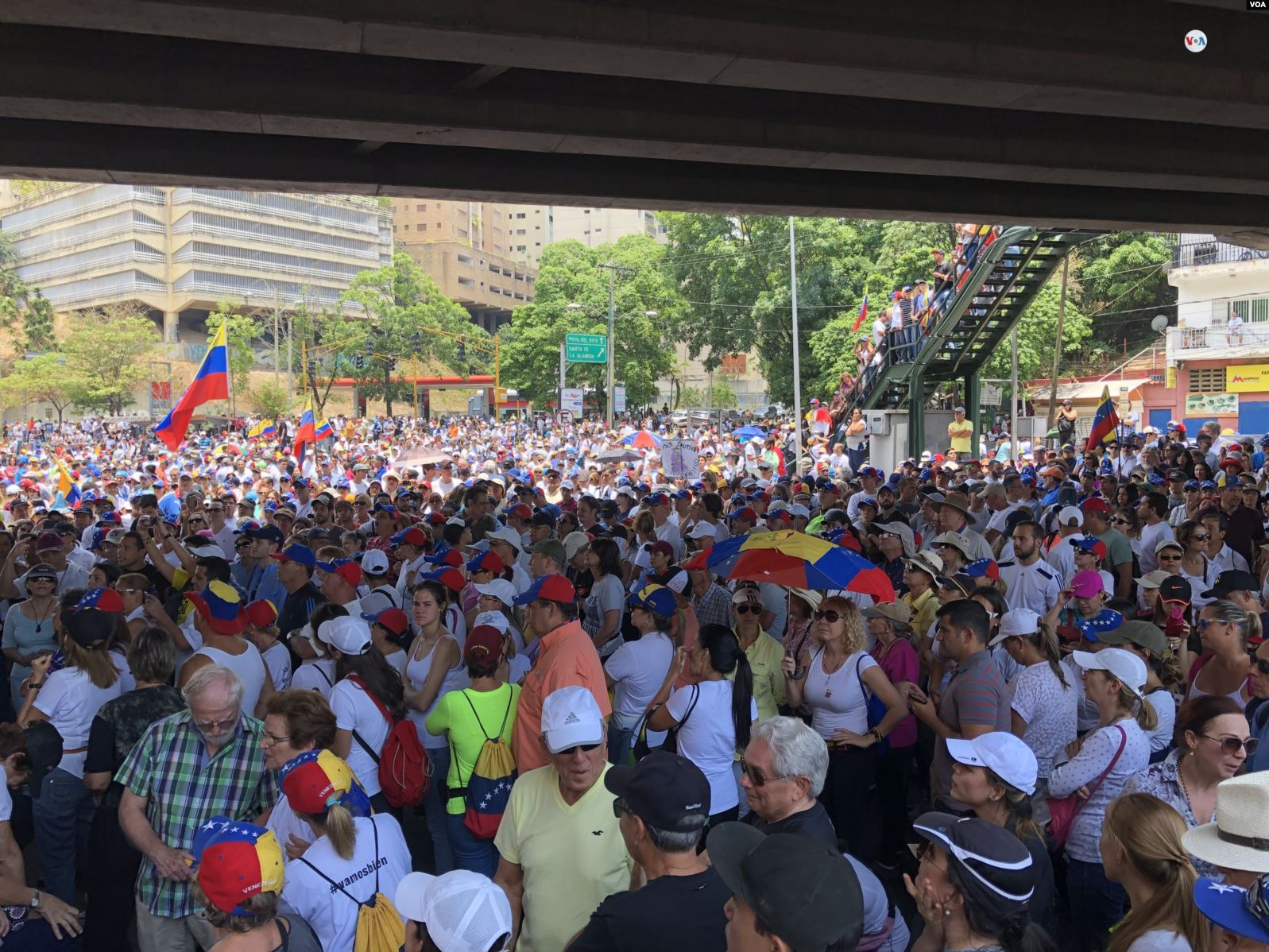
Protestas en favor del levantamiento, 1 de mayo.

La marcha en apoyo de Guaidó se detuvo en Chacao alrededor de la 1:50 p. m. después de que colectivos chavistas armados dispararon contra los manifestantes. Las fuerzas de la Policía del Estado Miranda confrontaron a los colectivos con un tiroteo. El País de España informó que «los enfrentamientos entre las fuerzas del chavismo y los seguidores de Juan Guaidó se han extendido a través de la capital de Venezuela, Caracas». Para las 2:30 p. m., el cuerpo médico de Chacao informó que al menos 69 personas fueron atendidas por lesiones en el área.
Vladimir Padrino, ministro de Defensa del gobierno de Maduro, declaró que el gobierno estaba preparado para usar armas si fuera necesario. Los voluntarios de la Cruz Verde de Venezuela informan sobre varios heridos, pero no hay un número total de heridos. Un transporte blindado de personal de la Guardia Nacional atropelló a civiles.   Se reportaron 4 muertos, 230 heridos y 205 detenidos.
El general  Manuel Ricardo Cristopher Figuera de profesión escuela Militar, luego de presentarse en la madrugada del 30 de abril a la casa de Leopoldo López para retirarle el arresto domiciliario no se presentó en el Distribuidor Altamira supuestamente porque ya sabía que iba a ser destituido del SEBIN acusado de colaborador de la CIA e iniciaba su fuga hacia Colombia abandonando a sus comandantes de la Guardia Nacional
Inmediatamente al levantamiento del 30 de abril el líder opositor convocó el 1 de mayo a protestas de calle, con resultados aglutinadores del pueblo venezolano en las calles, las cuales muchas terminaron con represión por parte de los efectivos militares leales a Nicolás Maduro y grupos paramilitares llamados colectivos.

### Respuesta de Nicolás Maduro
El presidente Nicolás Maduro se dirigió a la nación la noche del levantamiento desde el Palacio de Miraflores en la televisión estatal, acompañado por altos funcionarios de su gobierno y las fuerzas armadas. Declaró que hubo un intento de «golpe de Estado» y al día siguiente felicitó a sus aliados porque «lideraron la derrota del pequeño grupo que trató de llenar de violencia a Venezuela». Según Maduro, los eventos del día fueron causados por «los esfuerzos obsesivos de la derecha venezolana, la oligarquía colombiana y el imperio estadounidense».

## Hechos posteriores
El 1 de mayo de 2019 se produjo un segundo día de protestas, tanto en favor de Nicolás Maduro como de Juan Guaidó. La Guardia Nacional Bolivariana dispersó muchas manifestaciones a favor de Guaidó en sus puntos de partida. El 16 de mayo como parte de estas acciones es liberado Iván Simonovis quien fuese preso en el periodo de Hugo Chávez por los hechos del 11 de abril de 2002, hecho que fuese confirmado por el propio Juan Guaidó al manifestar públicamente que le hubiese firmado el indulto presidencial al comisario Simonovis quien días después reconoció tales acciones desde su refugio en Alemania. Ese mismo día el representante del gobierno de transición de Juan Guaidó en los Estados Unidos de América, embajador Carlos Vecchio realizó la toma de las sedes diplomáticas de Venezuela en suelo norteamericano.
El 28 de junio de 2019 la denuncia de Jorge Rodríguez (Ministro de Información ) y Diosdado Cabello sobre una conspiración para matar a Nicolás Maduro y colocar en la presidencia al general Raúl Baduel, el gobierno organiza una conspiración para ser secuestrado desde República Dominicana al general de aviación Eduardo Baes Torrealba por parte de la DGCIM que fue frustrada, quien se encontraba exiliado fue acusado por Diosdado Cabello, de ser uno de los líderes de la presunta conspiración para la toma de la base aérea La Carlota y del canal del Estado, VTV. Además de la liberación del General Raúl Isaías Baduel, detenido en Fuerte Tiuna. Según el régimen denunció que también habría participado el presidente de Colombia, Iván Duque y el presidente interino de Venezuela, Juan Guaidó. posteriormente director de inteligencia el general Manuel Ricardo Cristopher Figuera confirmó la planificación del secuestro durante una entrevista.
En marzo de 2024 el exdirector de inteligencia el general Manuel Cristopher Figuera informó que quien financió la Operación Libertad y la fuga de Leopoldo López provienen del empresario millonario César Omaña,  de quien se asegura ser el testaferro del general Iván Hernández Dala

### Acciones contra la Asamblea Nacional
Derivado de estos hechos la Asamblea Nacional Constituyente de Venezuela mediante solicitudes del Tribunal Supremo de Justicia a petición de Nicolás Maduro allanó ilegalmente las inmunidades parlamentarias de los diputados presuntamente vinculados con los hechos, así como la desaparición forzada del diputado Gilber Caro y la detención del primer vicepresidente de la Asamblea Nacional de Venezuela, Edgar Zambrano; hasta la fecha son 14 los allanamientos:
- Henry Ramos Allup – Acción Democrática
- Edgar Zambrano – Acción Democrática
- Juan Andrés Mejía – Voluntad Popular
- Wiston Flores – Voluntad Popular
- Carlos Paparoni – Primero Justicia
- Miguel Pizarro – Primero Justicia
- Freddy Superlano – Voluntad Popular
- Américo De Grazia – La Causa R
- Mariela Magallanes – La Causa R
- Richard Blanco – Alianza Bravo Pueblo
- Sergio Vergara – Voluntad Popular
- Franco Casella – Voluntad Popular
- Luis Florido – Acción Democrática
- Simón Calzadilla – Movimiento Progresista de Venezuela

En la mañana del 12 de mayo inició una campaña de amedrentamiento en las casas de los diputados y sus familiares con pintas y mensajes de odio amenazando a parlamentarios como: Williams Dávila, Luis Loaiza, Sergio Vergara, Juan Manaure, Mariela Magallanes, Juan Pablo Guanipa, entre otros.[cita requerida]

## Censura
Poco después del anuncio, NetBlocks informó que el proveedor estatal de internet CANTV censuró varias redes sociales y sitios web de noticias. La señal de la BBC y la CNN fueron desconectadas, y la estación de radio local Radio Caracas Radio fue interrumpida y cerrada por la autoridad de telecomunicaciones Conatel.

## Situación de los sublevados

### Deserciones

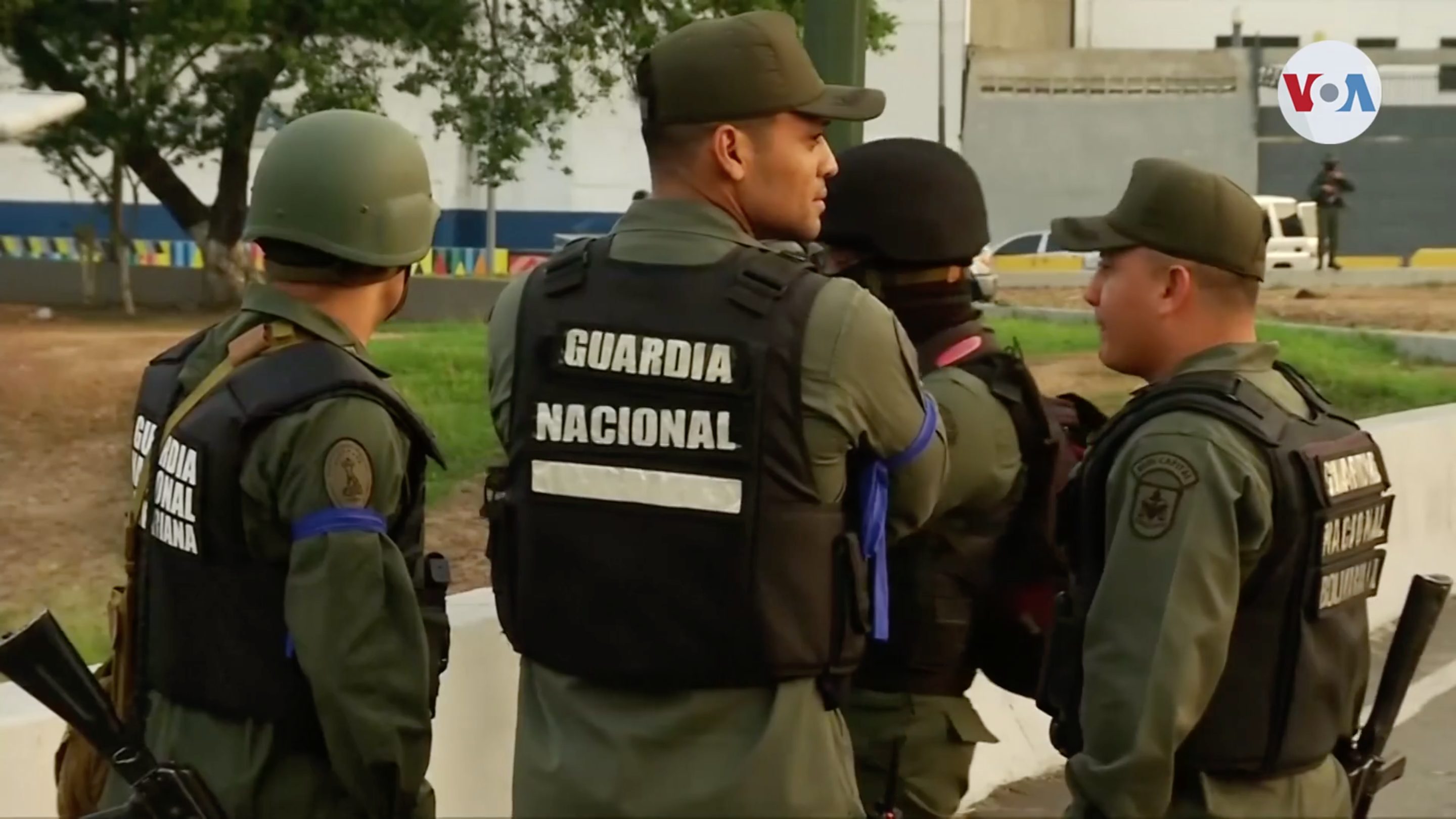
Miembros de las Fuerzas Armadas Bolivarianas sublevadas contra el gobierno de Nicolás Maduro.

Decenas de miembros de la Guardia Nacional Bolivariana apoyaron el levantamiento de Juan Guaidó. Según Voice of America, los expertos en los Estados Unidos creen que «aún queda un largo camino por recorrer» para que Guaidó encuentre apoyo entre las fuerzas armadas bolivarianas, afirmando que el Consejo del Atlántico Norte describió la deserción de los miembros de la Guardia Nacional como «significativa, pero insuficiente».
Manuel Cristopher Figuera, el director general del Servicio Bolivariano de Inteligencia Nacional (SEBIN), rompió con Maduro durante el levantamiento, diciendo que era hora de «reconstruir el país». Maduro anunció que reincorporaría a Gustavo González López como el jefe de SEBIN.

### Pedidos de asilos
Diversos diarios internacionales informaron que 25 militares desertores leales a Juan Guaidó pidieron asilo en la embajada de Brasil en Caracas. El gobierno brasileño aprobó el pedido.
El líder opositor Leopoldo López junto a su esposa Lilian Tintori y su hija pidió asilo en la embajada de Chile en Caracas. por motivos de falta de espacio la embajada chilena le negó el pedido. López decidió trasladarse a la embajada de España, el gobierno español lo reconoció aunque expresó que López no pidió asilo y solo se lo ha acogido «como corresponde a las normas internacionales».

## Reacciones

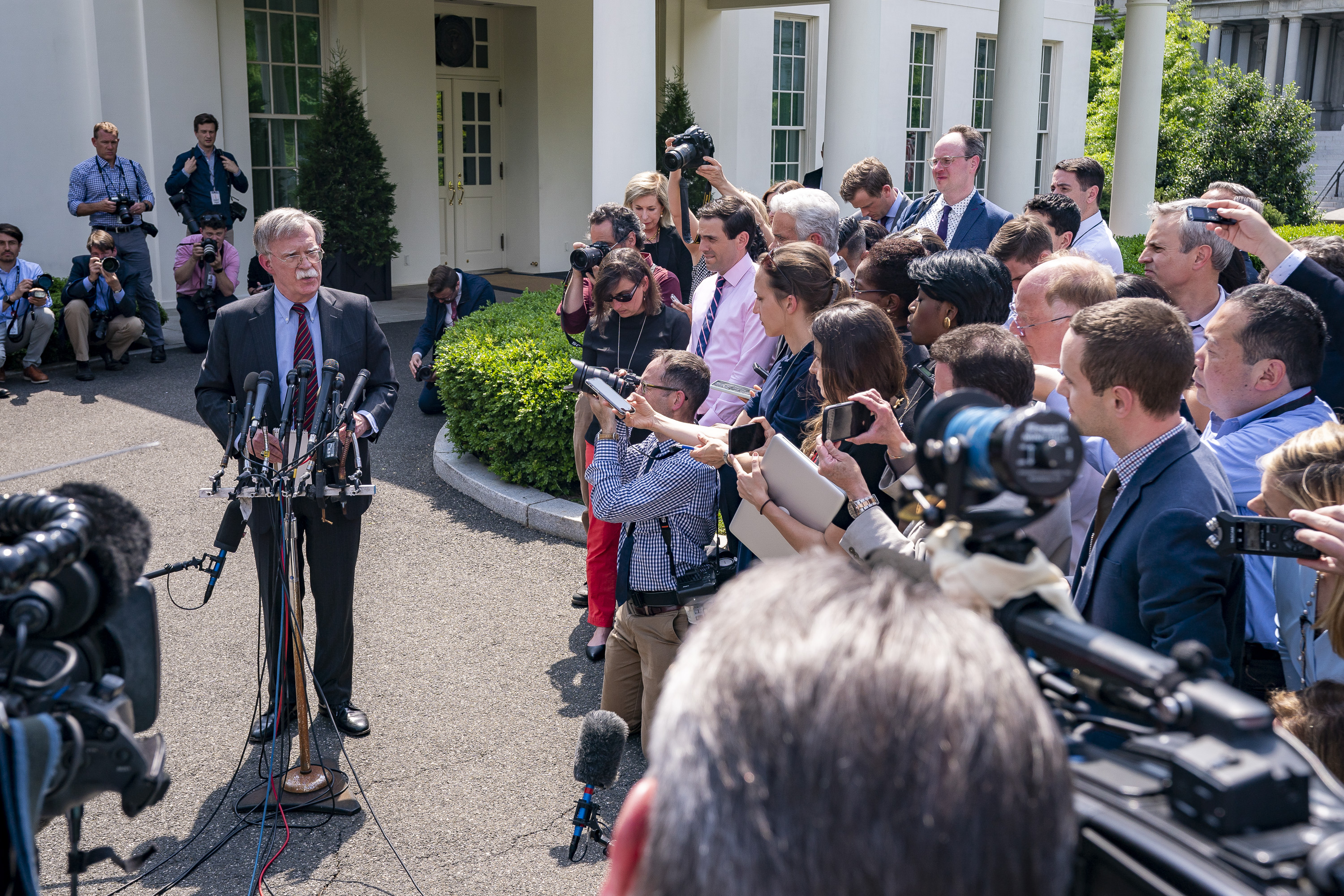
John Bolton hablando sobre la situación del levantamiento.

El gobierno de los Estados Unidos representado por Mike Pompeo declaró que mantenía conversaciones entre el oficialismo y los opositores. Según Pompeo, se llega al acuerdo de que Nicolás Maduro vía aérea se dirigiría a Cuba, pero que fue el gobierno de Rusia quien persuadió al presidente venezolano para que rechazará a última hora la propuesta. El ministro de Relaciones exteriores de Venezuela repudió estas declaraciones sobre Rusia y Cuba y el propio Maduro negó estas versiones: «se creyeron sus propias fake news»
Los gobiernos de Estados Unidos y Brasil no descartan una acción militar hacia Venezuela. El gobierno de Colombia mantiene en su frontera con Venezuela a desertores del ejército bolivariano para un posible llamamiento de Juan Guaidó para unirse a las movilizaciones.
Diversos gobiernos y organismos internacionales mostraron su opinión al levantamiento, siendo Argentina, Canadá, República Checa, Chile, Colombia, Costa Rica, Ecuador, Guatemala, Honduras, Panamá, Perú, Paraguay, Estados Unidos, así como la OEA y el Grupo de Lima se mostraron a favor de Juan Guaidó, mientras que Bielorrusia, Bolivia, Cuba, Irán, Rusia, Siria y Turquía apoyaron a Nicolás Maduro.
El expresidente de Uruguay, José Mujica, declaró que «No hay que ponerse delante de las tanquetas».